# Sandra Brugnera
Sandra Brugnera (Venezia, 13 agosto 1943) è un'ex pattinatrice artistica su ghiaccio italiana.

## Biografia
Nata nel 1943, a 20 anni ha partecipato ai Giochi olimpici di Innsbruck 1964, nel singolo, arrivando 26ª con 1612.5 punti totali.
In carriera ha preso parte inoltre, sempre nel singolo, a 5 edizioni degli Europei (Berlino Ovest 1961, 22ª, Ginevra 1962, 11ª, Budapest 1963, 13ª, Grenoble 1964, 14ª e Mosca 1965, 13ª) e 4 dei Mondiali (Praga 1962, 18ª, Cortina d'Ampezzo 1963, 18ª, Dortmund 1964, 19ª e Colorado Springs 1965, 15ª).
Ai campionati italiani ha vinto 3 ori consecutivi nell'individuale, dal 1962 al 1964.

## Risultati
| Internazionali            | Internazionali | Internazionali | Internazionali | Internazionali | Internazionali |
| Evento                    | 1961           | 1962           | 1963           | 1964           | 1965           |
| ------------------------- | -------------- | -------------- | -------------- | -------------- | -------------- |
| Giochi olimpici invernali |                |                |                | 26°            |                |
| Campionati mondiali       |                | 18°            | 18°            | 19°            | 15°            |
| Campionati europei        | 22°            | 11°            | 13°            | 14°            | 13°            |
| Nazionali                 |                |                |                |                |                |
| Campionati italiani       |                | 1°             | 1°             | 1°             |                |